# Знайди мене (фільм)
«Знайди мене» — радянський чорно-білий художній фільм 1967 року, знятий режисером Альгірдас Арамінас на Литовській кіностудії.

## Сюжет
Фільм складається з трьох новел — «Літо», «Осінь», «Зима». Біля Балтійського моря в різні пори року складаються відносини між дорослими та дітьми, розігруються драми тих та інших.

## У ролях
- Еугенія Плешкіте — Агне (озвучила Л. Архипова)
- Юозас Урманавічюс — Еугеніюс (озвучив С. Іванов)
- Вітяніс Бялопятравічюс — Саулюс (озвучив С. Дмитрієв)
- Альбінас Келяріс — Пранукас (озвучив С. Піддубний)
- Гедимінас Карка — дядько Барткус
- Андрюс Карка — Андрюс (озвучил О. Борисов)
- Геновайте Діхавічене — Вале
- В. Лізденіте — Юрга (озвучила І. Євтєєва)
- Йоанна Бенюшене — мати Юрги
- Вітаутас Томкус — Владас
- Даля Крікщюнайте — епізод

## Знімальна група
- Режисер — Альгірдас Арамінас
- Сценаристи — Григорій Канович, Вітаутас Римкявічюс
- Оператор — Донатас Печюра
- Композитор — Альгімантас Апанавічюс
- Художник — Юзефа Чейчіте